# Holland tartományok zászlóinak képtára

Holland tartományok zászlóinak képtára szerkesztése

Ez a galéria Hollandia 12 tartományának zászlóit mutatja be.

Dél-Holland (Zuid-Holland)
Drenthe
Észak-Brabant (Noord-Brabant)
Észak-Holland (Noord-Holland)
Flevoland
Frízföld (Friesland, Fryslân)
Gelderland
Groningen
Limburg
Overijssel
Utrecht
Zeeland